# Svansjön
För andra betydelser, se Svansjön (olika betydelser).
Svansjön (ryska: Лебеди́ное о́зеро, Lebedínoje ózero) är en balett i fyra akter med musik av Pjotr Tjajkovskij och koreografi av Julius Reisinger. Den bygger på ett libretto av Vladimir Begitjev och sannolikt Vasilij Geltser, som i sin tur bygger på en gammal legend om prinsessan Odette som förvandlas till en vit svan av en ond trollkarl. Huruvida ursprunget är germanskt eller slaviskt är omdiskuterat.

## Historia
Svansjön hade urpremiär på Bolsjojteatern i Moskva den 4 mars 1877, men blev då inte så populär. Fram till 1883 gavs endast 33 föreställningar, men då hade, till följd av löpande omarbetningar, en tredjedel av Tjajkovskijs musik strukits eller ersatts av annan. Vid komponistens död, föreföll inte baletten att ha någon framtid. Men året därpå gavs den på Mariinskijteatern vid en minnesföreställning. Den andra akten spelades åter och Reisingers oinspirerade koreografi hade ersatts av en helt ny, skapad av Lev Ivanov. Den föreställningen blev en framgång. Nu beställde teaterledningen en helt ny produktion, där Marius Petipa koreograferade om akt 1 och 3, medan Lev Ivanov lade till en ny fjärde akt. Efter att ha fått skjutas upp på grund av tsarens frånfälle, hade den nya Svansjön premiär på Mariinskijteatern i Sankt Petersburg den 29 januari 1895. Den blev en stor succé, inte minst för att den italienska gästballerinan Pierina Legnani dansade Odette-Odiles roll.
Den svenska premiären ägde rum på Stockholmsoperan den 12 mars 1953 och den iscensattes åter med premiär den 21 november 1964. Svansjön har gjorts i ett 100-tal uppsättningar i Sverige, i regel med olika och mer lyckliga slut.

## Handling
Svansjön är en gotisk fantasi, som utspelar sig i Rhenlandet. Det är den mest mystiska av de klassiska baletterna, samtidigt som det är en romantisk kärlekshistoria.
Handlingen kretsar kring prinsen Siegfried, som förälskar sig i en vacker svan. Vad prinsen inte vet är att svanen egentligen är en förtrollad prinsessa vid namn Odette. Boven i dramat är Rothbart, som en gång kidnappade och förtrollade Odette. I originalversionen slutar baletten med att Siegfried besegrar Rothbart genom att bryta en av hans vingar. Rothbart dör, förtrollningen bryts och Odette övergår i mänsklig form och förenas med Siegfried. Till denna version har såväl ryska som kinesiska uppsättningar återgått.
Det är en vanlig och mycket spridd missuppfattning, att Svansjön ursprungligen skulle ha haft ett tragiskt slut, men det är precis tvärtom. 1877 års version slutar lyckligt, medan det i Mariinskijteaterns version från 1895, har tillfogats ett tragiskt slut.
Svansjöns handling kretsar kring striden mellan kärleken och ondskan. Denna kamp gestaltas i dubbelrollen Odette/Odile, den vita och den svarta svanen. Rollen Odette/Odile, som anses vara en av de mest krävande för en ballerina, har dansats av en lång rad berömda ballerinor, bland andra Alicia Markova, Margot Fonteyn, Maja Plisetskaja och Natalia Makarova.

## Bearbetningar
Svansjön har blivit föremål för otaliga referenser inom populärkulturen och bearbetningar i andra media. Ledmotivet från akt 2 figurerar både i 1931 års film Dracula och 1932 års Mumien vaknar. I 1968 års Funny Girl gör Barbra Streisands rollfigur en parodi på dansen i Svansjön, medan Black Swan från 2010 är en fri tolkning av Svansjöhistorien. År 1981 producerade japanska Toei en animerad version av berättelsen under titeln Sekai meisaku dōwa Hakuchō no mizūmi ("En saga ur världens mästerverk: Svansjön"), se Svansjön (film).

## Diskografi (urval)
- The Nutcracker; Sleeping Beauty; Swan Lake. National Philharmonic Orchestra. Richard Bonynge. Decca (ADD) 460 411-.2. 6 CD.[5]